# Eupithecia abrepta
Eupithecia abrepta là một loài bướm đêm trong họ Geometridae.